# Droga ekspresowa 99 (Izrael)
Droga ekspresowa 99 (hebr. 99 כביש) – izraelska droga krajowa biegnąca północną krawędzią Palca Galilei, od miasta Kirjat Szemona do Wzgórz Golan.

## Przebieg
Droga nr 99 biegnie równoleżnikowo z zachodu na wschód, od miasta Kirjat Szemona północną krawędzią Doliny Hula do podnóża góry Hermon i Wzgórz Golan.

### Dolina Hula
Początek swój ma w północnej części miasta Kirjat Szemona, na skrzyżowaniu z drogą nr 90. Kieruje się stąd w kierunku wschodnim i mija położoną na południe od drogi bazę wojskową Gibor. Następnie dojeżdża się do północnej strefy przemysłowej, na południe od której jest położony port lotniczy Kirjat Szemona. Potem przejeżdża się mostkiem nad strumieniem Ajun i kilometr dalej można zjechać na północ na lokalną drogę prowadzącą do moszawu Juwal. Około dwustu metrów dalej, przy bazie wojskowej Bet Hillel znajduje się skrzyżowanie z drogą nr 9888, którą można dojechać do położonego na południu moszawu Bet Hillel. Po dalszych 300 metrach droga nr 99 dociera do Parku Snir. Można tutaj zjechać lokalną drogą do położonego na północy kibucu Majan Baruch. Potem przejeżdża się mostkiem nad strumieniem Hasbani i dojeżdża do położonego na południe od drogi kibucu Ha-Goszerim. Przejeżdża się tutaj mostem nad rzeką Dan, mija Park Narodowy Churszat Tal, ponownie przejeżdża mostkiem nad strumieniem Tal, aby dotrzeć do skrzyżowania z drogą nr 918 prowadzącą na południe do kibucu Kefar Szold. Droga nr 99 dociera następnie do kibucu Dafna i moszawu Sze’ar Jaszuw. Następnie droga prowadzi na północny wschód i po niecałym kilometrze dociera do kibucu Dan.

### Wzgórza Golan
Droga nr 99 dociera do podnóża masywu górskiego Hermon i Wzgórz Golan, i powoli podjeżdża do góry. Po około 1 km dojeżdża się do zjazdu prowadzącego na południowy wschód do kibucu Senir. Pół kilometra dalej dojeżdża się do skrzyżowania z drogą nr 999, prowadzącą na północny zachód do spornego obszaru Farm Szebaa i na górę Hermon. Lokalna droga odbija bardziej na północny zachód do przygranicznej miejscowości Ghadżar i przejścia granicznego Ghadżar. Natomiast droga nr 99 wykręca na wschód, przejeżdża mostkiem nad strumieniem Si'on i dociera do zjazdu prowadzącego na południe do kibucu Senir. Po przejechaniu nad strumieniem Hermon dojeżdża się następnie do Rezerwatu Przyrody Strumienia Hermon i Banjas. Droga wykręca tutaj na południowy wschód i po przejechaniu pół kilometra dociera do położonego przy wodospadach Sa’ar skrzyżowania z drogą nr 989, która prowadzi na północ do twierdzy Nimrod i dalej do moszawu Newe Atiw. Natomiast droga nr 99 po 3 km dociera do skrzyżowania z lokalną drogą prowadzącą na północ do miejscowości En Kinijje. Dalej droga wykręca na wschód i systematycznie wspinając się do góry dociera do oddalonej o ponad 2 km miejscowości Masade. Kończy tutaj swój bieg na skrzyżowaniu z drogą nr 98. Jadąc nią na północny wschód dojeżdża się do miejscowości Madżdal Szams, lub na południe do miejscowości Bukata.